# 安東·邦卡拉索夫
安東·亚历山德罗维奇·邦卡拉索夫（俄语：Антон Александрович Понкрашов，1986年4月23日—），俄羅斯籃球運動員。他現在效力於VTB籃球聯賽球隊喀山籃球俱樂部。他也代表俄羅斯國家籃球隊參賽。